# Décès en août 2010
Décès
- 2006
- 2007
- 2008
- 2009
- 2010
- 2011
- 2012
- 2013
- 2014

Pour une information complémentaire, voir la page d'aide.

## Août 2010
| Date          | Nom                             | Activités                                                                                         | Âge | Source |
| ------------- | ------------------------------- | ------------------------------------------------------------------------------------------------- | --- | ------ |
| date inconnue | Charly Barat                    | Peintre, illustrateur et humoriste français                                                       | 53  |        |
| 1er août      | Eric Tindill                    | Rugbyman et joueur de cricket néozélandais                                                        | 99  |        |
| 2 août        | José María Silvero              | Joueur de football et entraîneur argentin                                                         | 78  | (es)   |
| 3 août        | Bobby Hebb                      | Chanteur et parolier américain, auteur de la chanson Sunny                                        | 72  |        |
| 3 août        | Jaime Semprun                   | Essayiste, traducteur et éditeur français                                                         | 63  |        |
| 3 août        | Didier Wacouboué                | Footballeur ivoirien                                                                              | 36  |        |
| 5 août        | Jeff McLean                     | Rugbyman australien                                                                               | 63  |        |
| 6 août        | Tony Judt                       | Historien, écrivain et professeur britannique, Prix du Livre européen en 2008                     | 62  |        |
| 7 août        | Bruno Cremer                    | Acteur français, ayant incarné le Commissaire Maigret dans la série télévisée Maigret             | 80  |        |
| 8 août        | Patricia Neal                   | Actrice américaine, oscar de la meilleure actrice en 1964                                         | 84  |        |
| 8 août        | Jack Parnell                    | Compositeur et acteur britannique                                                                 | 87  | (en)   |
| 8 août        | Matthew Simmons                 | Banquier d'affaires et expert pétrolier américain                                                 | 67  |        |
| 8 août        | Massamesso Tchangaï             | Footballeur togolais                                                                              | 32  |        |
| 9 août        | George DiCenzo                  | Acteur, réalisateur et producteur américain                                                       | 70  |        |
| 9 août        | Ted Stevens                     | Homme politique américain, sénateur de l'Alaska de 1968 à 2009                                    | 86  |        |
| 10 août       | Dana Dawson                     | Chanteuse et actrice américaine                                                                   | 36  |        |
| 10 août       | Roger Munier                    | Écrivain, traducteur et critique français                                                         | 87  |        |
| 10 août       | Antonio Pettigrew               | Athlète américain                                                                                 | 42  |        |
| 10 août       | Radomír Šimůnek sr.             | Cyclo-crossmen tchèque, champion du monde en 1991                                                 | 48  |        |
| 11 août       | Lucien Gillen                   | Coureur cycliste luxembourgeois                                                                   | 81  |        |
| 11 août       | André Lagasse                   | Homme politique belge                                                                             | 87  |        |
| 11 août       | Jacques de Menou                | Homme politique français, sénateur du Finistère de 1989 à 1998                                    | 77  |        |
| 12 août       | Guido de Marco                  | Homme politique maltais, président de la République de Malte de 1999 à 2004                       | 79  |        |
| 12 août       | Tahar Ouettar                   | Écrivain algérien                                                                                 | 73  |        |
| 13 août       | Lance Cade                      | Ancien catcheur américain de la WWE                                                               | 29  |        |
| 13 août       | Patrick Cauvin                  | Écrivain français, auteur du roman E=mc2 mon amour                                                | 77  |        |
| 13 août       | Jacques Faivre                  | Évêque français du Mans de 1997 à 2008                                                            | 76  |        |
| 13 août       | André Quelen                    | Militaire français, Compagnon de la Libération                                                    | 89  |        |
| 14 août       | Herman Leonard                  | Photographe américain, spécialisé dans les portraits d'artistes de jazz                           | 87  |        |
| 14 août       | Moshe Lewin                     | Historien français et américain, spécialiste de l'U.R.S.S                                         | 88  |        |
| 14 août       | Abbey Lincoln                   | Chanteuse, compositrice, parolière de jazz et comédienne américaine                               | 80  |        |
| 14 août       | Alain Vogin                     | Joueur et entraîneur professionnel français de hockey sur glace                                   | 39  |        |
| 15 août       | Lionel Régal                    | Pilote automobile français, spécialisé dans les courses de côte                                   | 37  |        |
| 15 août       | Joseph Sanguedolce              | Résistant, homme politique et syndicaliste français, maire PCF de Saint-Étienne de 1977 à 1983    | 90  |        |
| 16 août       | Nicola Cabibbo                  | Physicien italien, Président de l'Académie pontificale des sciences de 1993 à sa mort             | 75  |        |
| 16 août       | Paul Hatry                      | Homme politique belge                                                                             | 80  |        |
| 16 août       | Dimitrios Ioannidis             | Ancien dictateur grec                                                                             | 87  |        |
| 17 août       | Francesco Cossiga               | Homme politique italien, Président de la République italienne de 1985 à 1992                      | 82  |        |
| 17 août       | Ludvík Kundera                  | Poète, dramaturge, essayiste, historien de la littérature et traducteur tchèque                   | 90  |        |
| 17 août       | François Marcantoni             | Résistant et ancien truand français                                                               | 90  |        |
| 18 août       | Charles-Hugues de Bourbon-Parme | Prétendant au trône de Parme et d'Espagne                                                         | 80  |        |
| 18 août       | Harold Connolly                 | Athlète américain, médaille d'or des Jeux olympiques de 1956 au lancer du marteau                 | 79  |        |
| 18 août       | Bill Millin                     | Soldat britannique, Vétéran de la Seconde Guerre mondiale et joueur de cornemuse                  | 88  |        |
| 19 août       | Henri Prosi                     | Peintre français                                                                                  | 73  |        |
| 20 août       | Samuel Gaumain                  | Évêque catholique français                                                                        | 95  |        |
| 21 août       | Christoph Schlingensief         | Metteur en scène de théâtre et d'opéra et réalisateur de cinéma allemand                          | 49  |        |
| 22 août       | Stjepan Bobek                   | Footballeur et entraîneur croate                                                                  | 86  | (de)   |
| 22 août       | Michel Montignac                | Homme de sciences et auteur français de livres sur la nutrition, Créateur de la Méthode Montignac | 66  |        |
| 23 août       | Marcel Albert                   | Aviateur français de la Seconde Guerre mondiale, Compagnon de la Libération                       | 92  |        |
| 23 août       | Pierre Marie Gallois            | Général de brigade de la Seconde Guerre mondiale et géopoliticien français                        | 99  |        |
| 24 août       | Satoshi Kon                     | Dessinateur de manga et réalisateur japonais                                                      | 46  |        |
| 25 août       | Denise Legrix                   | Écrivaine et peintre française                                                                    | 100 |        |
| 26 août       | Raimon Panikkar                 | Philosophe et écrivain espagnol                                                                   | 91  |        |
| 27 août       | Fermo Camellini                 | Coureur cycliste italo-français                                                                   | 95  |        |
| 27 août       | Corinne Day                     | Photographe britannique                                                                           | 45  |        |
| 27 août       | Anton Geesink                   | Judoka néerlandais, médaille d'or en toutes catégories aux Jeux olympiques de 1964                | 76  |        |
| 27 août       | Luna Vachon                     | Ancienne catcheuse canadienne de la WWE                                                           | 48  |        |
| 28 août       | Pietro Chiodini                 | Coureur cycliste italien                                                                          | 75  |        |
| 28 août       | Daniel Ducarme                  | Homme politique belge                                                                             | 56  |        |
| 28 août       | Roger Mas                       | Dessinateur et scénariste de bande dessinée français, créateur de Pifou                           | 86  |        |
| 30 août       | Alain Corneau                   | Réalisateur français                                                                              | 67  |        |
| 30 août       | Pauline Lapointe                | Actrice québécoise                                                                                | 60  |        |
| 30 août       | Bob Lenox                       | Chanteur Américain de jazz, rock, et de blues                                                     | 65  |        |
| 30 août       | Francisco Varallo               | Footballeur argentin                                                                              | 100 |        |
| 31 août       | Gilbert Constantin              | Peintre et sculpteur suisse                                                                       | 63  |        |
| 31 août       | Laurent Fignon                  | Cycliste français, vainqueur du Tour de France 1983 et du Tour de France 1984                     | 50  |        |